# Światowy Kongres Esperanto w 1959 roku
44. Światowy Kongres Esperanto – Światowy Kongres Esperanto; zjazd esperantystów, który odbył się w dniach 1 sierpnia – 8 sierpnia 1959 roku w Warszawie, w Polsce.

## Historia
W 1959 roku, w którym odbył się kongres, obchodzono 100. rocznicę urodzin Ludwika Zamenhofa. Honorowym przewodniczącym kongresu był ówczesny premier Polskiej Rzeczypospolitej Ludowej Józef Cyrankiewicz. Obrady kongresy odbywały się w Pałacu Kultury i Nauki. W uroczystym otwarciu kongresu wziął udział wicepremier Piotr Jaroszewicz. Obrady odbywały się w 11 sekcjach. Skupiono się na pokazaniu roli, jaka może odegrać esperanto w wymianie wartości pomiędzy Wschodem a Zachodem.
W czasie trwania kongresu odbyło się między innymi kilka przedstawień teatralnych w języku esperanto. W sali kongresowej zespół Verda Czaro z Pragi pokazał Pigmaliona Shawa, Amatorski zespół z Paryża złożony głównie z Jugosłowian pokazał Szelmostwa Skapena Moliera, a zawodowy Teatr Esperancki z Sofii Polowanie na posady Iwana Wazowa. Zespół bułgarski dopełnił swoje przedstawienie zestawieniem tańców bułgarskich. W kolejnym dniu zespół Opery i Filharmonii Bałtyckiej pokazał Wesele z Ojcowa K. Krupińskiego. Po zakończeniu kongresu część uczestników w Krakowie miała możliwość obejrzenia Halki Moniuszki. W czasie trwania kongresu Jan Fethke nakręcił film Verda stelo super Varsovio (Zielona gwiazda nad Warszawą). W 1959 roku w związku z kongresem wydano kilka znaczków związanych z językiem esperanto. W kongresie uczestniczyło ponad 3000 esperantystów z 43 krajów.

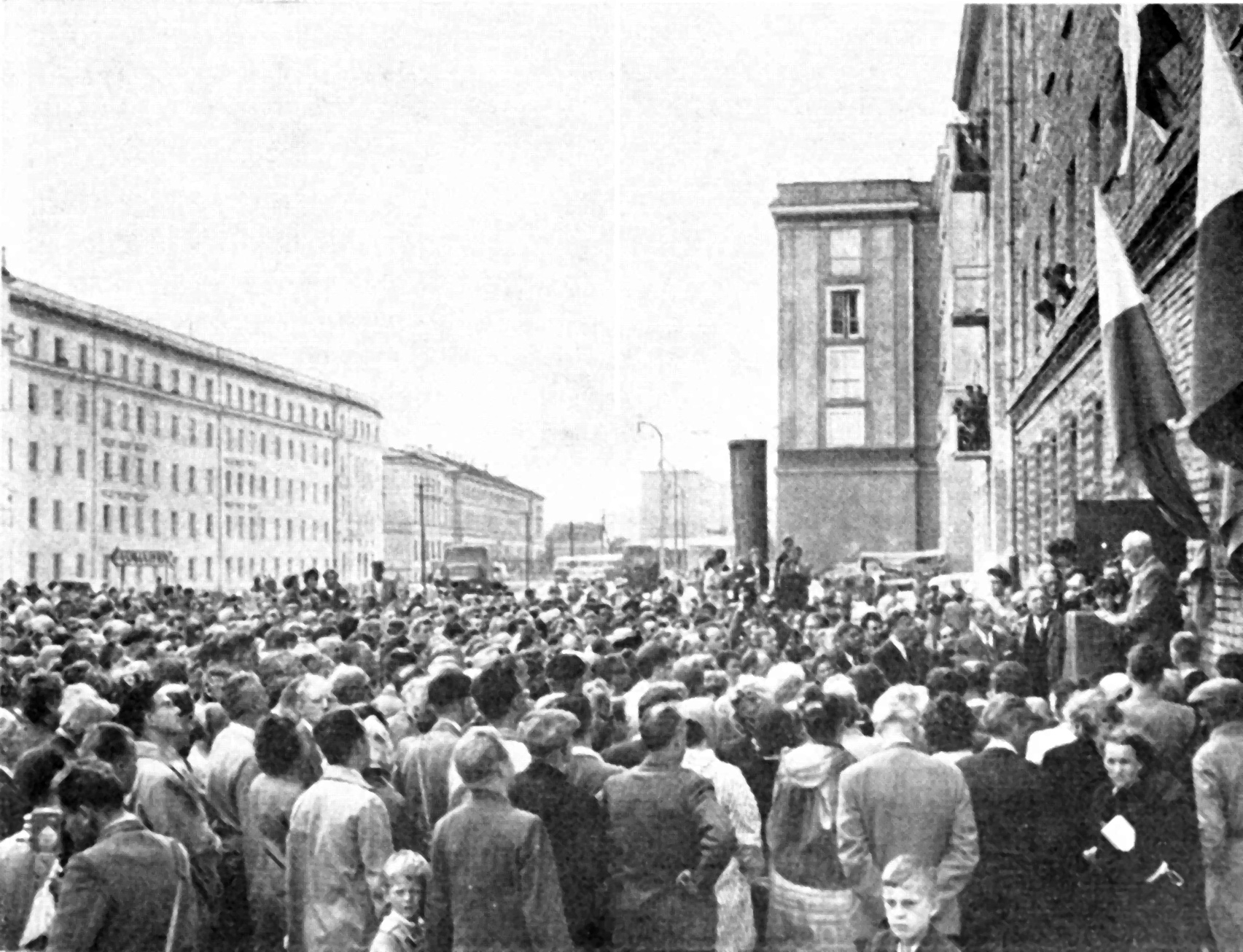
Uroczystość odsłonięcia tablicy pamiątkowej w Warszawie

## Obchody rocznicy urodzin Zamenhofa
5 sierpnia została odsłonięta tablica pamiątkowa. Na tablicy przy dawnej ulicy Dzikiej, a obecnie Zamenhofa napisano: "W tym miejscu stał dom w którym w latach 1898–1915 żył i pracował dr Ludwik Zamenhof twórca języka esperanto. Tablicę ta wmurowano w setną rocznicę jego urodzin. Warszawa 1959". Uczestnicy kongresu odwiedzili również grób twórcy esperanta, gdzie złożyli kwiaty. Wieczorem odbyła się uroczysta akademia.
6 sierpnia około 500 uczestników kongresu udało się do Białegostoku, gdzie przy ulicy Malmeda zaplanowano wmurowanie kamienia węgielnego pod pomnik Zamenhofa. W uroczystości wzięli udział Giorgio Canuto, prezes Universala Esperanto-Asocio, prezes Polskiego Związku Esperantystów Andrzej Rajski i poeta Julio Baghy. Gości powitał przewodniczący MRN w Białymstoku Jerzy Krochmalski, który w swoim przemówieniu zwrócił uwagę na zniszczenia i odbudowę miasta. Giorgio Canuto w swoim przemówieniu stwierdził, że są większe i piękniejsze miasta, ale to Białystok jest miejscem urodzin Zamenhofa. Po odśpiewaniu hymnu La Espero Nguyen Van Kluh z Wietnamu odczytał akt erekcyjny podpisany przez przedstawicieli władz esperanckich. Po jego wmurowaniu goście udali się pod dom, w którym urodził się Zamenhof, a następnie pod powstający budynek Szkoły Podstawowej nr 23. Na ścianie budynku odsłonięto tablicę w języku polskim i esperanto z napisem „W setną rocznicę urodzin dr L. Zamenhofa 6.8.1959–15.12.1859”. Przemawiający z prowizorycznej trybuny prezes białostockiego oddziału PZE Leon Kłodecki przekazał informację, że nowo budowana szkoła będzie nosić imię L. Zamenhofa. Uczniowie szkoły, którzy powitali gości, obiecali, że będą się uczyć języka esperanto. Po odśpiewaniu La Espero i wysłuchaniu wiersza recytowanego przez J. Baghy’ego esperantyści zwiedzali Białystok, spotkali się z władzami miasta, by wieczorem wrócić do Warszawy. W budynku dawnej SP nr 23, która została zlikwidowana w 2000 roku, obecnie mieści się liceum katolickie. Pamiątkowa tablica została zdjęta i zdeponowana w Centrum Esperanto.

## Wystawa
1 sierpnia wiceminister kultury i sztuki Kazimierz Rusinek otworzył w Pałacu Kultury i Nauki wystawę prezentującą dorobek wydawniczy esperanta.

## Imprezy towarzyszące
Kongres poprzedził zjazd młodych esperantystów w Gdańsku. Podczas kongresu odbyła się 2 międzynarodowa konferencja ruchu pokoju, 29 kongres niewidomych esperantystów oraz działający w trakcie kongresów uniwersytet esperancki, którym kierował prezes PAN Tadeusz Kotarbiński. Wykłady prowadzili naukowcy z 7 krajów. Po zakończeniu kongresu około 200 uczestników przyjechało do Krakowa. Zaplanowano tu zwiedzanie zabytków miasta, wizytę w Nowej Hucie, Wieliczce i wyjazd do Zakopanego. Podczas pobytu w mieście krakowska opera przedstawiła Halkę Moniuszki w języku esperanto. W rolach głównych wystąpili: Zofia Jędrzykiewicz jako Halka, Bolesław Pawlus jako Jontek i Adam Szybowski jako Janusz.